# Désert Libyque
Pour les articles homonymes, voir Libyque (homonymie).
Ne doit pas être confondu avec Désert blanc.
Le désert Libyque ou désert de Libye est un désert, d'environ 700 000 km2, situé dans la partie ouest de l'Égypte, la partie est de la Libye et au nord-ouest du Soudan. Ce désert est une partie du Sahara. Une partie de sa surface constituée de calcaire est appelée désert blanc.
En Égypte, le désert est aussi appelé désert occidental par opposition au désert oriental (désert arabique).

## Origine de l'appellation
Le nom de ce désert est antérieur à l'utilisation du nom de Libye pour désigner le territoire ottoman puis italien comprenant la Cyrénaïque et la Tripolitaine. Le mot « Libye », provenant du nom de la tribu libyque des Libous, désignait à l'origine toute l'Afrique du Nord (à l'exception de l'Égypte), territoire appelé actuellement Libye antique.

## Oasis
Le désert Libyque est parsemé d'oasis importantes qui jalonnent ce qu'on a cru être un cours ancien du Nil : Koufra, Tazerbo, Gaberoun et Djaraboub en Libye, Baris, Al-Kharga, Ad-Dakhla, Al-Farafra, Al-Bahariya, Siwa en Égypte. Du sud au nord, elles jalonnent par contre ce qui a été une voie commerciale importante, la darb al-araba'în, la piste des quarante jours qu'il fallait pour la parcourir. Une de ses spécialités a été le commerce des esclaves du Sud.
Le désert Libyque se trouve découpé administrativement, pour la partie égyptienne, en plusieurs gouvernorats :
- nord : gouvernorat de Marsa-Matruh, avec l'oasis de Siwa[1], et, dans la dépression de Qattara les oasis de Moghra et de Qarat Umm el-Sugheir ;
- sud : gouvernorat de la Nouvelle-Vallée, avec les oasis d'Ad-Dakhla[2], Al-Farafra[3] et la grotte de Jara, Al-Kharga[4], Baris et son temple de Dosh, et le Gilf El-Kebir[5] (site du récit Le Patient anglais)[6] ;
- nord-est : gouvernorat de Gizeh, avec l'oasis de Al-Bahariya[7] ;
- centre-nord-est : gouvernorat du Fayoum, avec l'oasis du Fayoum, le lac Moéris, le site de Crocodilopolis ;
- centre-est : gouvernorat de Minya ;
- centre-sud-est : gouvernorat de Beni Souef…

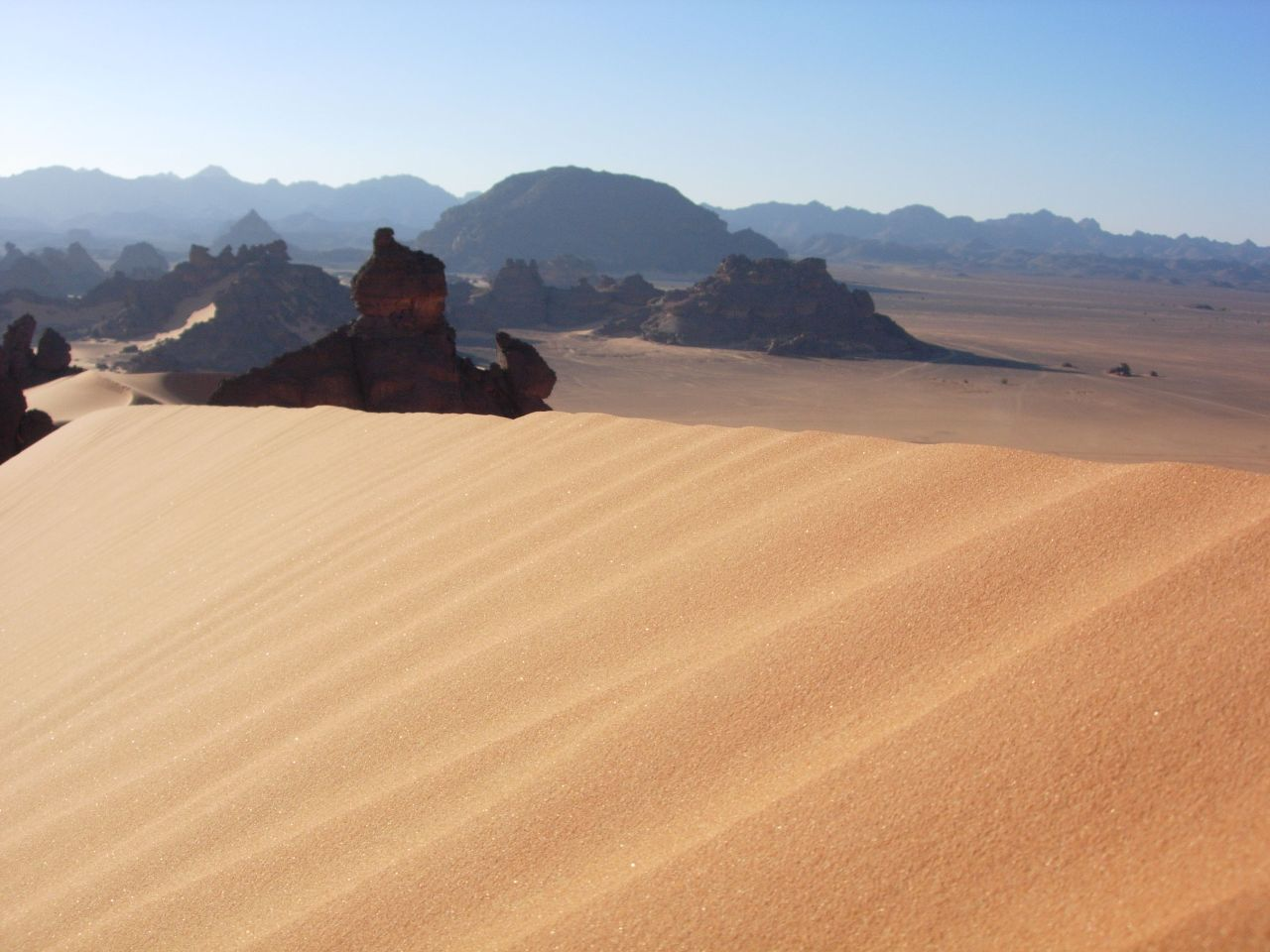
Paysage de dunes et de montagnes du désert Libyque dans le Sud de la Libye.